# Schyttglaciären
Schyttglaciären (norska: Schyttbreen, engelska:  Schytt Glacier) är en glaciär i Antarktis. Den ligger på Maudheimvidda i Östantarktis och är uppkallad efter den svenske glaciologen Valter Schytt.